# Trevor Baxter
Trevor Baxter (London, Lewisham, 1932. november 18. – 2017. július 16.) brit színész.

## Filmjei

### Mozifilmek
- Seven Keys (1961)
- Egy ember az örökkévalóságnak (A Man for All Seasons) (1966)
- Nutcracker (1982)
- Ping Pong (1987)
- Parting Shots (1998)
- Sky kapitány és a holnap világa (Sky Captain and the World of Tomorrow) (2004)
- Buliszerviz 2. – Taj előmenetele (Van Wilder 2: The Rise of Taj) (2006)

### Tv-filmek
- The Cruise of the Toytown Belle (1950)
- BBC Sunday-Night Play (1962)
- Lorna Doone (1963)
- The White Rabbit (1967)
- The Edwardians (1973)
- Lorna Doone (1976)
- Dickens of London (1976)
- Rough Justice (1977)
- The Life of Henry the Fifth (1979)
- The Barchester Chronicles (1982)
- The Dark Side of the Sun (1983)
- An Englishman Abroad (1983)
- Örvény (Maelstrom) (1985)
- The Great White Mountain (1986)
- Selling Hitler (1991)
- Fura farm (Cold Comfort Farm) (1995)
- The Politician's Wife (1995)
- A Notre Dame-i toronyőr (The Hunchback) (1997)

### Tv-sorozatok
- Tales from Soho (1956, egy epizódban)
- Harpers West One (1961, egy epizódban)
- Boyd Q.C. (1961, egy epizódban)
- Doctor Faustus (1961, egy epizódban)
- Drama 61-67 (1961, egy epizódban)
- Taxi! (1963, egy epizódban)
- Story Parade (1964, egy epizódban)
- The Wednesday Play (1965, egy epizódban)
- Public Eye (1966, egy epizódban)
- Adam Adamant Lives! (1966–1967, két epizódban)
- Mystery and Imagination (1966, 1968, két epizódban)
- Seven Deadly Virtues (1967, egy epizódban)
- ITV Play of the Week (1967, két epizódban)
- Z Cars (1968, egy epizódban)
- Roads to Freedom (1970, egy epizódban)
- So It Goes (1973, két epizódban)
- BBC Play of the Month (1973, 1975, két epizódban)
- Zodiac (1974, egy epizódban)
- Centre Play (1974, egy epizódban)
- Thriller (1975, egy epizódban)
- Edward the Seventh (1975, egy epizódban)
- Spy Trap (1975, egy epizódban)
- Against the Crowd (1975, egy epizódban)
- The New Avengers (1976, egy epizódban)
- Ki vagy, doki? (Doctor Who) (1977, hat epizódban)
- George & Mildred (1977, 1979, két epizódban)
- Rumpole of the Bailey (1978, egy epizódban)
- Horizon (1984, dokumentumfilm, egy epizódban)
- Hasfelmetsző Jack (Jack the Ripper) (1988, két epizódban)
- Paul Merton: The Series (1993, egy epizódban)
- Doktorok (Doctors) (2006, egy epizódban)
- Az én kis családom (My Family) (2006, egy epizódban)

## További információ
- Trevor Baxter a PORT.hu-n (magyarul)
- Trevor Baxter az Internetes Szinkronadatbázisban (magyarul)
- Trevor Baxter az Internet Movie Database-ben (angolul)
- Trevor Baxter a Rotten Tomatoeson (angolul)